# Zheng Tianxi
Zheng Tianxi, na zachodzie znany jako F.T. Cheng (ur. 10 lipca 1884 w Mawei k. Fuzhou, zm. 31 stycznia 1970 w Londynie) – chiński prawnik i dyplomata.
Jego rodzina pochodziła z Xiangshan w prowincji Guangdong. Niedługo po jego narodzinach w związku z wybuchem wojny chińsko-francuskiej przeniosła się do Hongkongu. Tam młody Tianxi otrzymał tradycyjną chińską edukację, ucząc się jednocześnie języka angielskiego. W latach 1897–1898 pobierał naukę w przeznaczonej dla chłopców hongkońskiej Queen’s College.
Po ukończeniu edukacji przez pewien czas pracował jako przedstawiciel handlowy, później założył własną firmę eksportową. W 1907 roku wyjechał do Wielkiej Brytanii, gdzie rozpoczął studia prawnicze na University College London. W 1912 roku uzyskał bakalaureat. Po krótkim pobycie w Chinach wrócił w 1914 roku do Anglii, w 1916 roku uzyskując doktorat z prawa na University of London. W 1917 roku powrócił do Hongkongu, gdzie przez pewien czas prowadził praktykę prawniczą.
W 1918 roku przeprowadził się do Pekinu, gdzie podjął pracę w chińskim ministerstwie sprawiedliwości. Uczestniczył w pracach komisji zajmującej się kodyfikacją chińskiego prawa. W latach 1919–1920 był sędzią Sądu Najwyższego Republiki Chińskiej. Był członkiem chińskiej delegacji na konferencję waszyngtońską (1921-1922). Po przejęciu władzy przez Kuomintang w 1927 roku wyjechał do Szanghaju, gdzie przez kilka lat prowadził własną praktykę prawniczą. W 1932 roku został powołany na urząd wiceministra sprawiedliwości, który piastował do 1934 roku. W latach 1936–1945 był sędzią Stałego Trybunału Sprawiedliwości Międzynarodowej.
W sierpniu 1946 został mianowany ambasadorem Republiki Chińskiej w Londynie. Pełnił tę funkcję do stycznia 1950 roku, kiedy to Wielka Brytania nawiązała stosunki dyplomatyczne z Chińską Republiką Ludową. Po 1950 roku mieszkał w Nowym Jorku i Londynie, pełniąc funkcję doradcy władz w Tajpej i uczestnicząc w pracach Stałego Trybunału Arbitrażowego.